# Eugène Grisot
Eugène Grisot, född 19 december 1866, död 2 maj 1936, var en fransk bågskytt. Han deltog vid olympiska sommarspelen 1908 och olympiska sommarspelen 1920.